# Уразаєв Єрлан Жанатаєвич
Єрлан Жанатаєвич Уразаєв (каз. Ерлан Жаңатайұлы Оразаев, нар. 4 квітня 1979) — казахський футболіст, що грав на позиції півзахисника. Є автором єдиного м'яча казахів на молодіжних чемпіонатах світу з футболу.

## Клубна кар'єра
Почав професійну кар'єру в 1997 році в дублі «Кайрата». На наступний сезон був переведений в основний склад. За 3 сезони, проведені в «Кайраті», зіграв 22 матчі і забив 11 м'ячів.
2000 року перейшов у «Жетису», але наступного року повернувся назад в рідний клуб і зіграв 2 сезони.
У 2001 році уклав однорічний контракт з новачком вищої ліги «Мангистау», за який зіграв 30 матчів і забив 5 м'ячів. У 2003 по 2005 роки грав у клубі «Алмати».
Завершив професійну ігрову кар'єру у клубі «Жетису» з першої ліги в 27-річному віці через травми.

## Виступи за збірну
Виступав у складі збірної Казахстану до 19 років. Його перша гра відбулася 24 травня 1998 року проти однолітків з Таджикистану. У цьому матчі молодь Казахстану перемогла з рахунком 5:0. Наступного року збірна відіграла свій єдиний раз на молодіжному чемпіонаті світу 1999 році в Нігерії. На цьому турнірі збірна Казахстану програла всі три гри і забила лише один гол, який саме Єрлан забив у ворота хорватської молоді. В цілому за молодіжну збірну зіграв 12 матчів і забив 6 голів.
У 2000 році Уразаєв був запрошений до складу Олімпійської збірної, де зіграв 3 матчі, забив 1 гол.
Тренер національної збірної Казахстану Володимир Фомічов викликав Уразаєва до команди наприкінці 2000 року і 10 грудня 2000 проти збірної ОАЕ він дебютував за головну команду країни. Втім у цьому матчі Казахстан програв 2:5 і після поразки Фомічов був звільнений, і а його наступники Єрлана більше не викликали.

## Титули і досягнення
- Володар Кубка Казахстану: 1999/2000